# توماس ستيوارت (لاعب كرة قدم)
توماس ستيوارت (بالإنجليزية: Thomas Stewart)‏ (11 مارس 1926 بإنجلترا في المملكة المتحدة - ) هو لاعب كرة قدم بريطاني في مركز الدفاع، شارك في الألعاب الأولمبية الصيفية 1952. وشارك مع منتخب المملكة المتحدة الوطني لكرة القدم.

## وصلات خارجية
- توماس ستيوارت على موقع قاعدة بيانات كرة القدم.إي يو (الإنجليزية)
- توماس ستيوارت على موقع أوليمبيديا (الإنجليزية)
- توماس ستيوارت على موقع اللجنة الأولمبية البريطانية (الإنجليزية)